# Eurhythma
Eurhythma é um gênero de mariposa pertencente à família Crambidae.